# Abu-l-Mundir
Abu-l-Múndhir (Girona, segle xi - Eivissa, 1114) fou valí de l'illa d'Eivissa. Era natural de Girona i s'havia convertit a l'islam. El valí de Mallorca el va designar com el seu representant a Eivissa. El 1114 l'illa fou atacada per una flota catalano-pisana i Abu-l-Múndhir en va dirigir la defensa. Va morir en un dels combats lliurats durant el setge de la ciutat.